# قاسيات البدن
قاسيات البدن (الاسم العلمي: Sclerosomatidae)، فصيلة دويبات حشرية من الحصادات تضم قرابة 1300 نوع معروف.

## الاسم
الاسم العلمي للفصيلة مركب من كلمتين يونانيتين قديمة سكليورس (قاس) وسوما (بدن).